# Solanum albicans
Espèce
Classification phylogénétique
Solanum albicans est une espèce de plante herbacée tubéreuse appartenant au genre Solanum et à la famille des Solanacées, originaire des régions andines d'Amérique du Sud (Équateur et Pérou).
Cette espèce de pomme de terre sauvage est proche de la pomme de terre cultivée (Solanum tuberosum).
Classée comme celle-ci dans la section Petota du genre Solanum, elle en diffère cependant par son niveau de ploïdie, c'est une espèce hexaploïde (2n=6x=72) alors que la pomme de terre cultivée est tétraploïde.